# Cung điện
Cung điện hay Hoàng cung là tòa nhà lớn thường ở trong thành phố, được xây dựng lên cho các vị vua chúa, lãnh tụ để họ sống, làm việc, du lịch, tiếp tân, tiếp đãi sứ thần, làm các công việc trọng đại quốc gia, nước nhà (bàn kế đánh giặc...),... Ở phương Đông thì khái niệm cung điện được coi là tương đương với Hoàng thành (ví dụ: Hoàng thành Huế, Hoàng thành Thăng Long, Tử Cấm Thành Bắc Kinh...)

## Hình ảnh
Trung Quốc

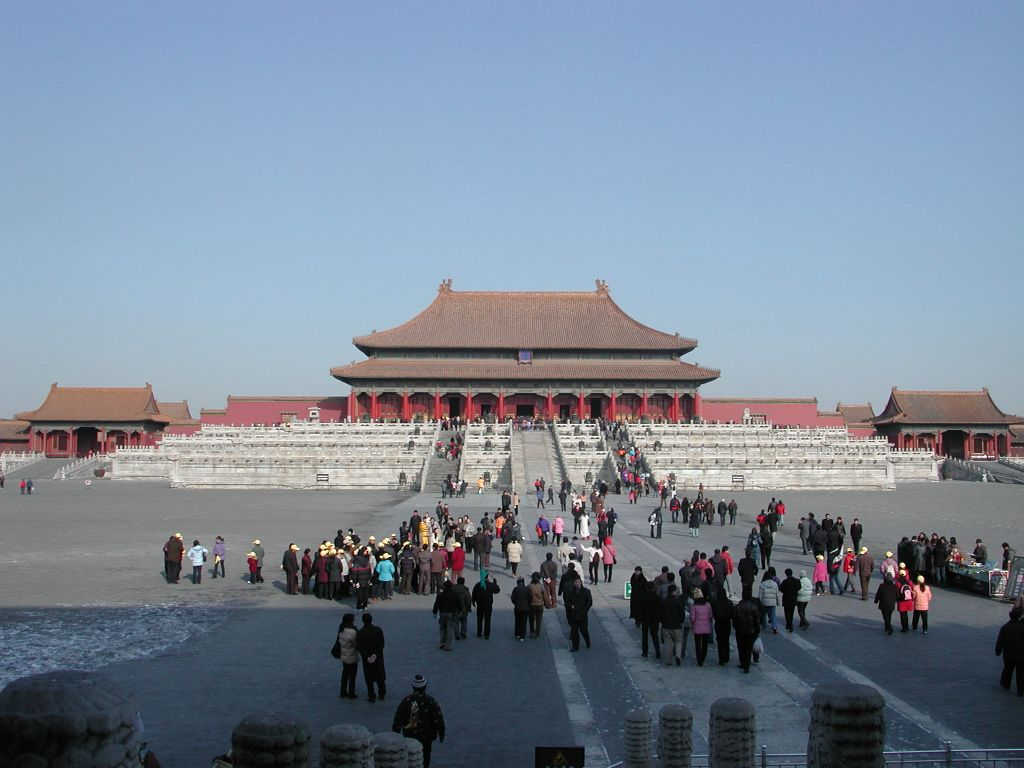
Cấm thành Bắc Kinh
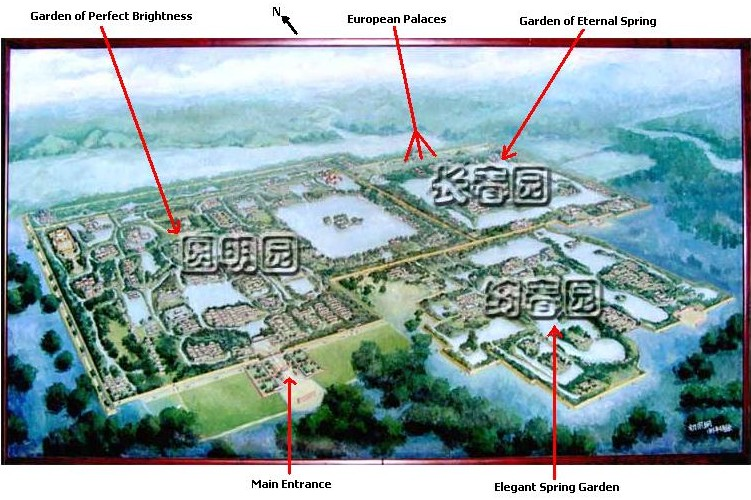
Viên Minh viên Bắc Kinh
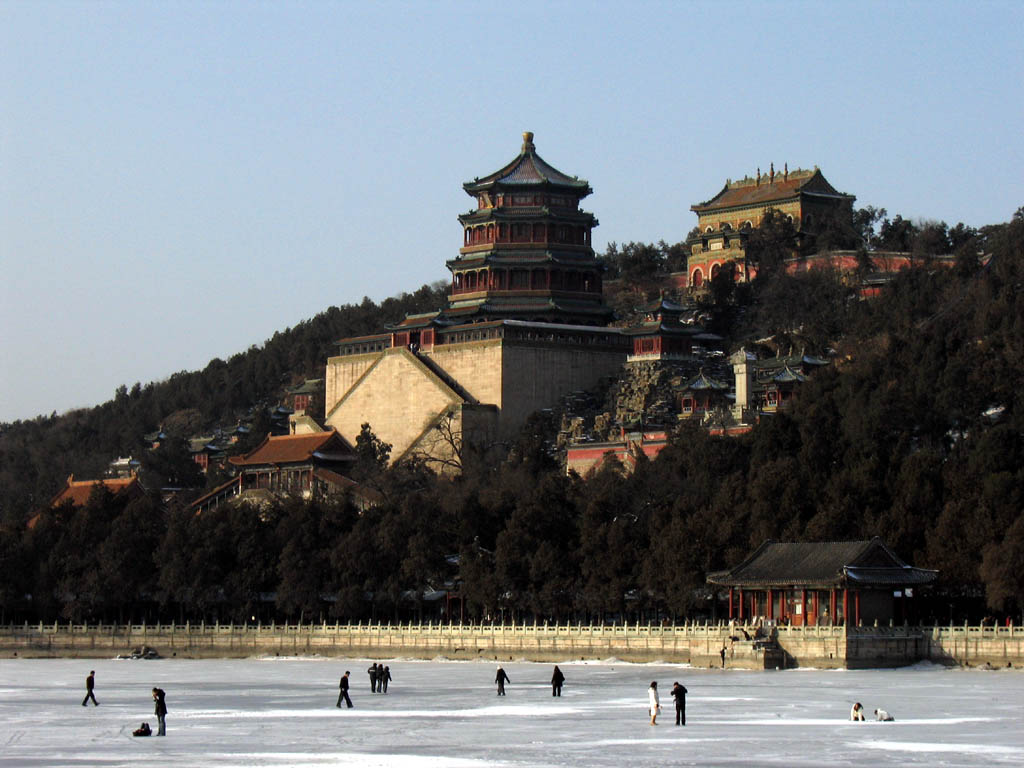
Hồ đóng băng bên ngoài cung điện mùa Hè

Nhật Bản

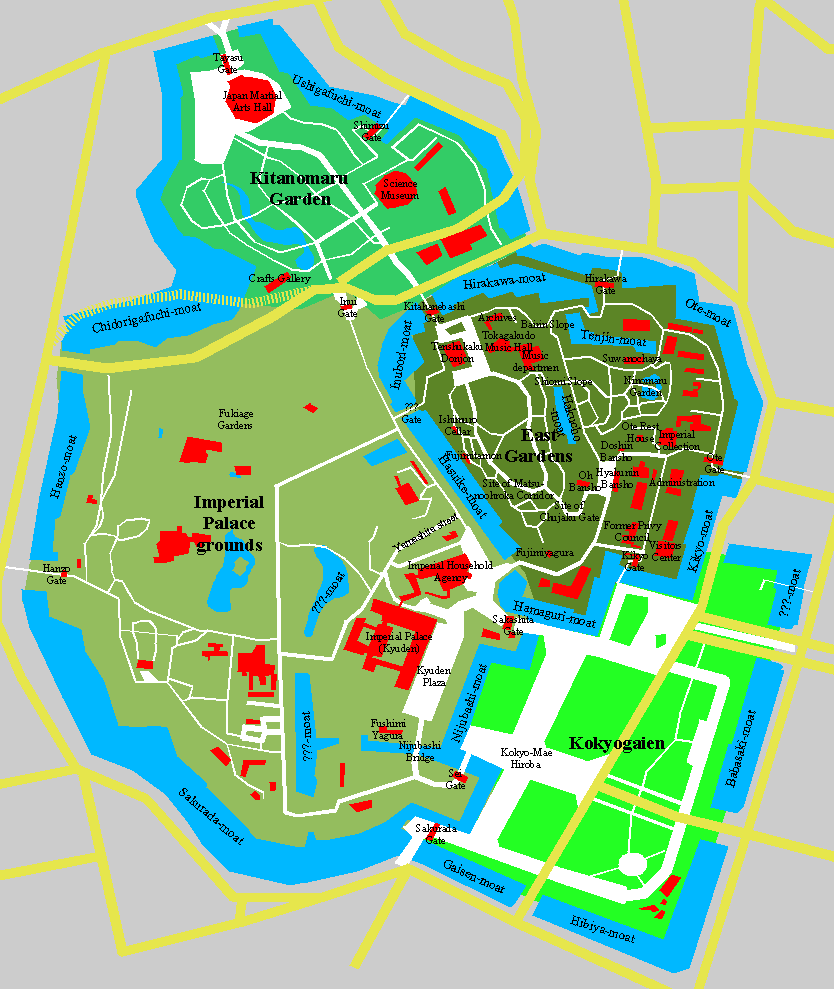
Bản đồ Hoàng cung Tokyo
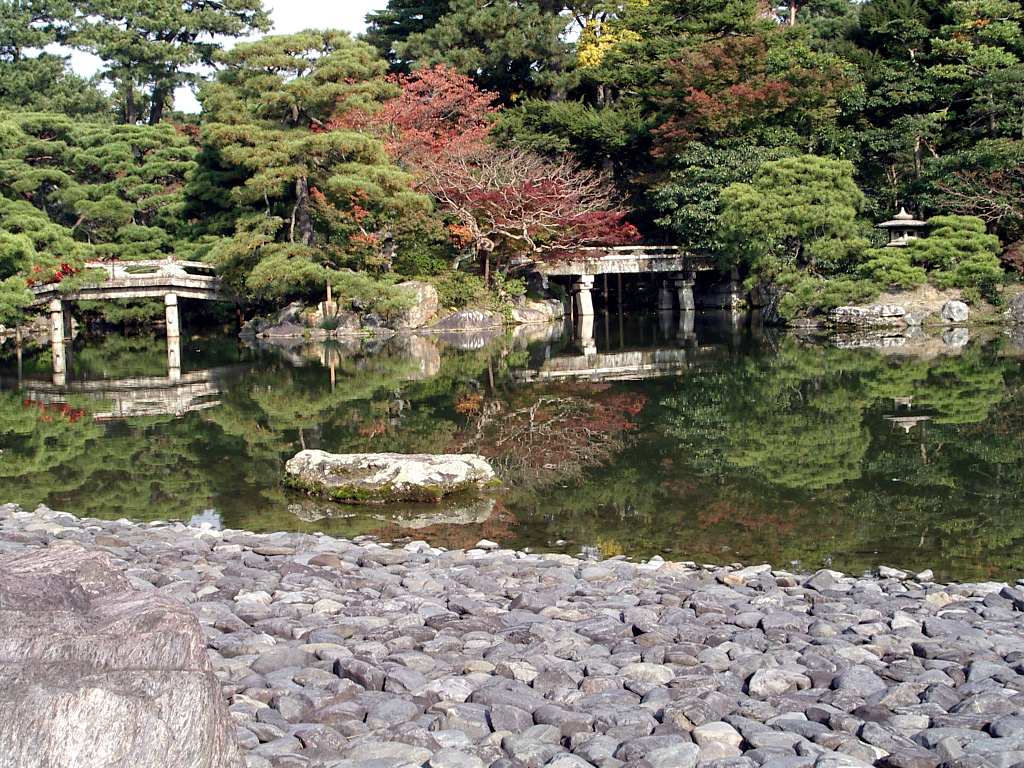
Vườn của cung điện tại Kyoto
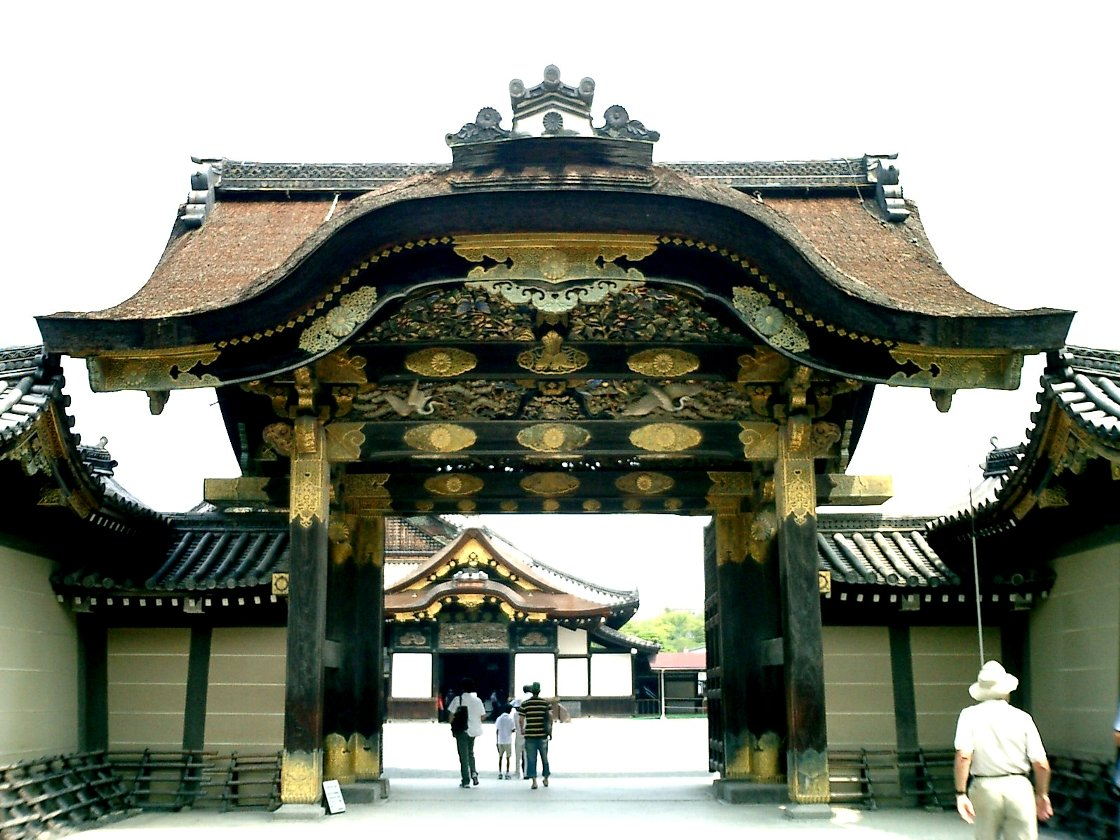
Cổng chính cung điện Nijo

Châu Âu

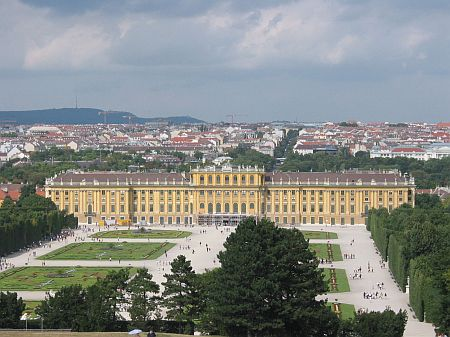
Dinh Schönbrunn, Viên Áo
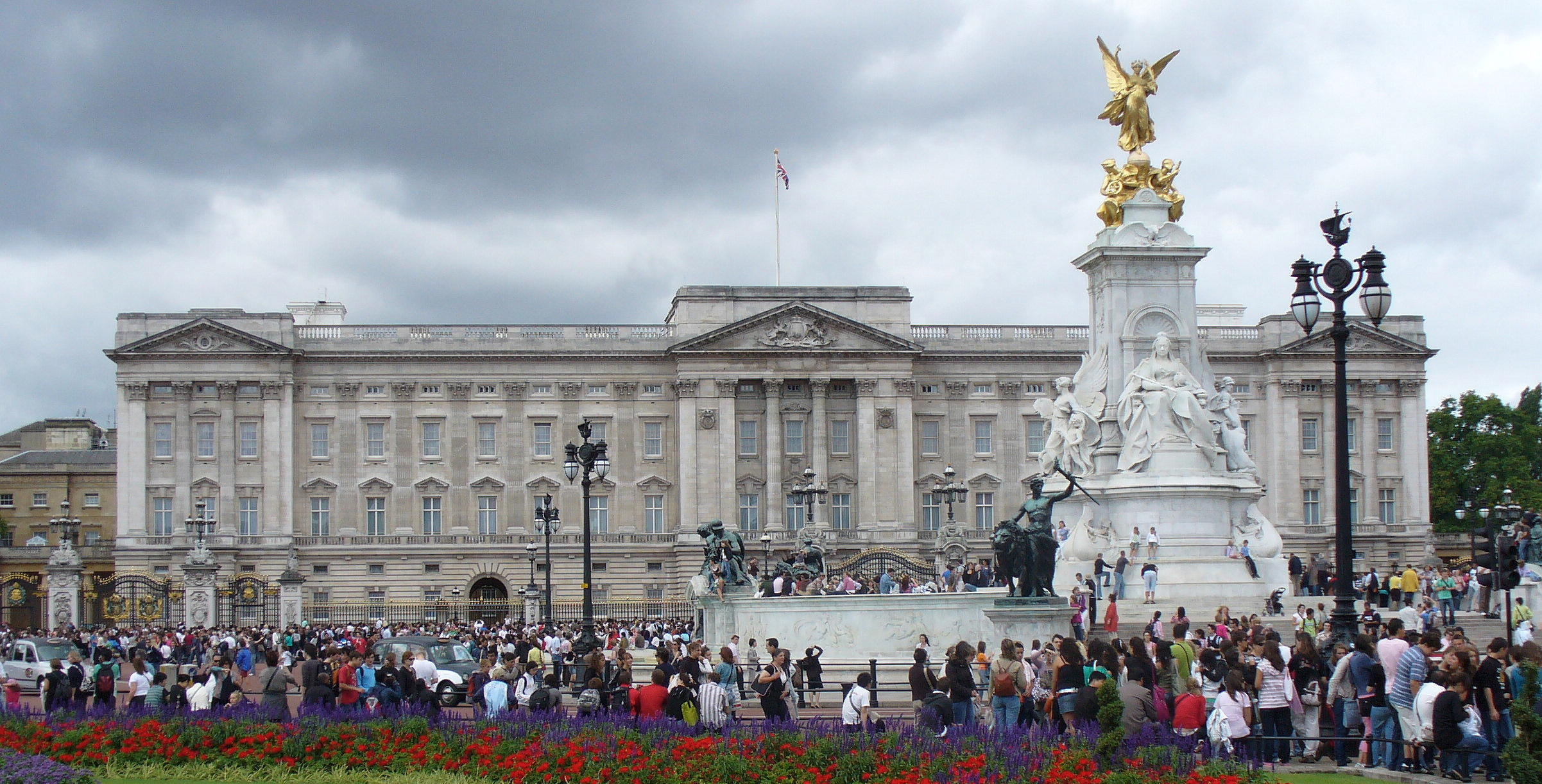
Cung điện Buckingham,Anh
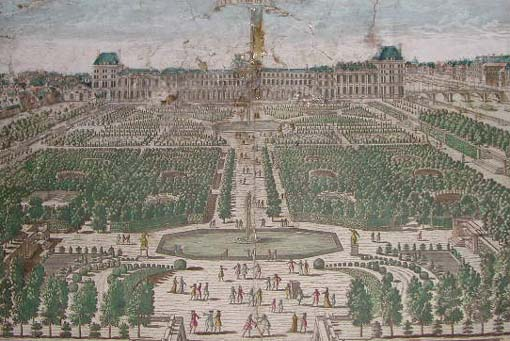
Cung điện Tuileries Pháp
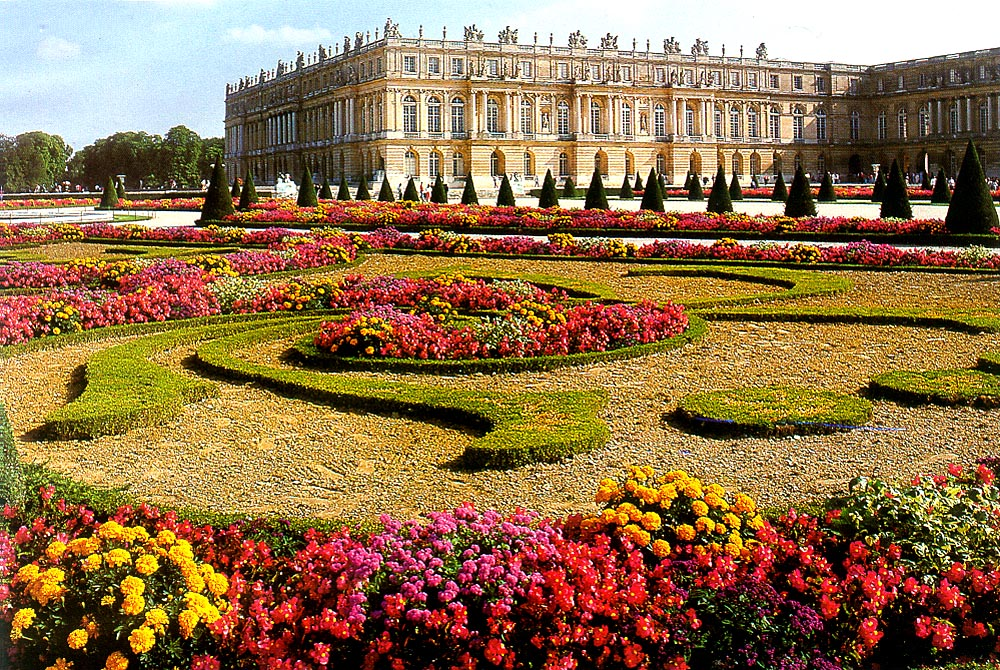
Vườn hoa cung điện Versailles Pháp

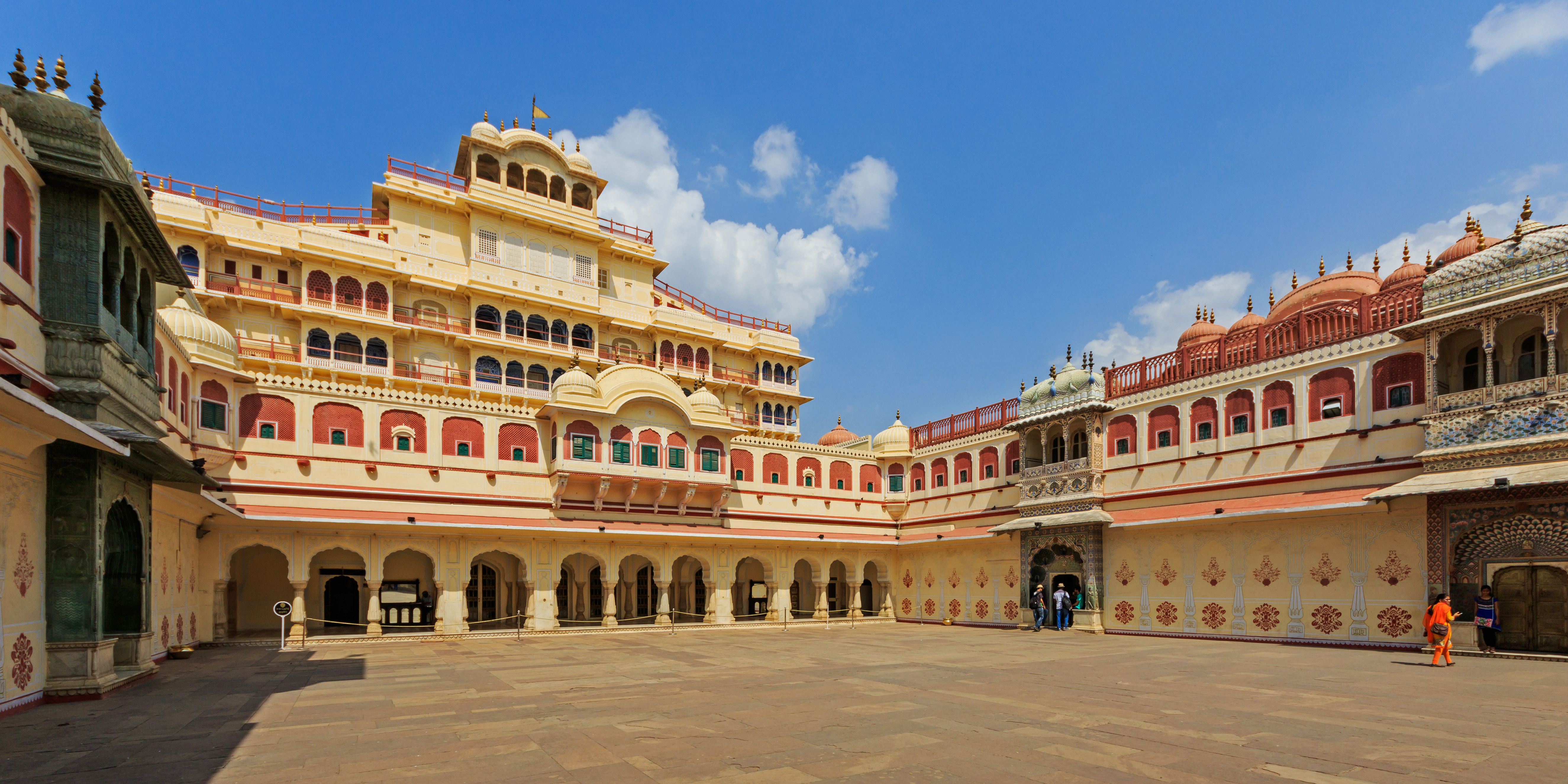
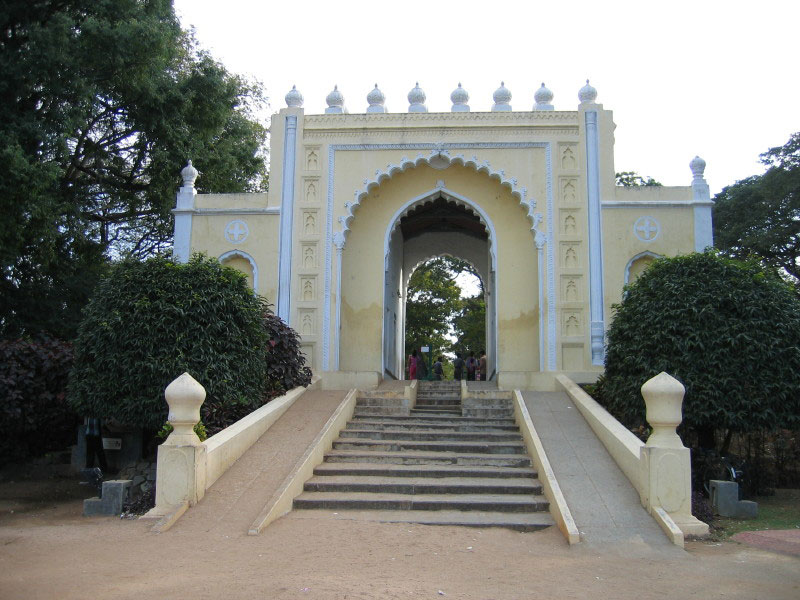

Ấn Độ